# 朱慈㷑
荊王朱慈㷑（？—1642年），是定王朱由樊嫡第五子，明朝第十代荊王。朱慈㷑於萬曆四十年（1612年）受封荊世子，天啟六年（1626年）襲封荊王。他在位十六年，在崇禎十五年（1642年）過世，諡號不詳，後以其兄朱慈煃嗣位。